# Cerro Rabo de Mico
El Cerro Rabo de Mico es la montaña más alta de los Cerros de Escazú, Costa Rica, con 2.428 m (7.966 pies) la cual pertenece al Cantón de Alajuelita. En este cerro convergen los cantones de Alajuelita, cantón de Aserrí y Cantón de Acosta. Rabo de mico significa literalmente "cola de mono", aunque esta denominación viene probablemente de un helecho arborescente que localmente se llama de esa manera.